# Термы Диоклетиана
Термы Диоклетиана (лат. Thermae Diocletianae) — руины древнеримских терм, расположены в центре Рима рядом с современной площадью Республики и вокзалом Термини.

## История
Строительство античных терм началось в 298 году при императоре Максимиане. Открыты в 306 году и освящены в честь Диоклетиана после отречения от власти обоих императоров 1 мая 305 года. Здания терм, самых больших в Древнем Риме, площадью более 13 гектаров, построены по плану, сходному с термами Каракаллы и термами Траяна. Сооружения вмещали до 3,2 тысяч человек, сады были украшены фонтанами и павильонами, на территории Терм Диоклетиана также находились библиотека, залы для собраний и спортивных упражнений.
Несмотря на разграбления Рима готами и вандалами, термы оставались и частично использовались до осады Рима в 537 году, когда были разрушены древние акведуки. Термы Диоклетиана постигла участь большинства древнеримских памятников, которые веками использовались в качестве карьеров для строительных материалов, прежде всего ценной мраморной и позолоченной облицовки. Их применяли при строительстве новых дворцов римской аристократии. Пустовавшие и используемые под посторонние цели помещения постепенно разрушались. Особенно серьёзными были разрушения, происходившие между 1586 и 1589 годами в понтификат Папы Сикста V, который предпринял грандиозную перестройку Рима и прокладку новых городских магистралей. Только в начале двадцатого века начались работы по восстановлению и укреплению того, что осталось.
Термы Диоклетиана в современном виде включают сады площади Республики; перестроенный в 1561—1566 годах (предположительно по проекту Микеланджело Буонарроти) центральный зал — бывший фригидарий — ныне является базиликой Санта-Мария-дельи-Анджели-э-дей-Мартири. Другая часть залов терм и более поздних помещений с 1889 года занимает Национальный римский музей (Museo Nazionale Romano) с собранием памятников доисторического, древнеримского и древнегреческого искусства. Один из круглых залов перестроен в церковь Сан-Бернардо-алле-Терме, часть ещё одного зала расположена между виа Виминале и пьяцца дей Чинквеченто.
Посвятительная надпись, разделенная на восемь фрагментов и ныне воссозданная в вестибюле Национального музея Терм, гласит:
«D (omini) N (ostri) Diocletianus et Maximianus invicti seniores Aug (usti) patres Imp (eratorum) et Caes (arum), et d (omini) n (ostri) Constantius et Maximianus invicti Aug (usti), et Severus et al. Maximianus nobilissimi Caesares thermas felices Diocletianas, quas Maximianus Aug (ustus) rediens ex Africa sub praesentia maiestatis Disuit ac fieri iussit et Diocletiani Aug (usti) fratris sui nomine conscravit, coemptis aedificiis pro tanto c dedultis magnitude»
(Наши сеньоры Диоклетиан и Максимиан, непокоренные Августы, отцы императоров и цезарей, и божественные наши Костанций и Массимиан, непобедимые Августы, а также Север и Массимиан, самые благородные Цезари, посвятили своим римлянам счастливые термы Диоклетиана, в которых Максимиан Август устроил вернувшись из Африки, в присутствии своего величества он решил и приказал построить и освятить имя своего брата Диоклетиана, купил здания для такого грандиозного дела и великолепно завершил во всех деталях).

## Создание музея
В 1890 году в бывших термах Диоклетиана был открыт Национальный римский музей. Для экспозиций использовали помещения, которые не были перестроены в церковь Санта-Мария-дельи-Анджели-э-дей-Мартири. По случаю проведения Международной художественной выставки 1911 года переоборудовали дополнительные залы. В 1930-х годах в этих залах разместили эпиграфический и протоисторический разделы музея, представлены коллекции надписей и скульптур, а также большая археологическая экспозиция по истории древнего Рима. В квадратном саду кьостро бывшего картезианского монастыря установлена античная мраморная ваза, действует фонтан с мраморными дельфинами, в окружающих галереях экспонируются античные рельефы, архитектурные детали, надгробные стелы и другие древние артефакты.

## Галерея

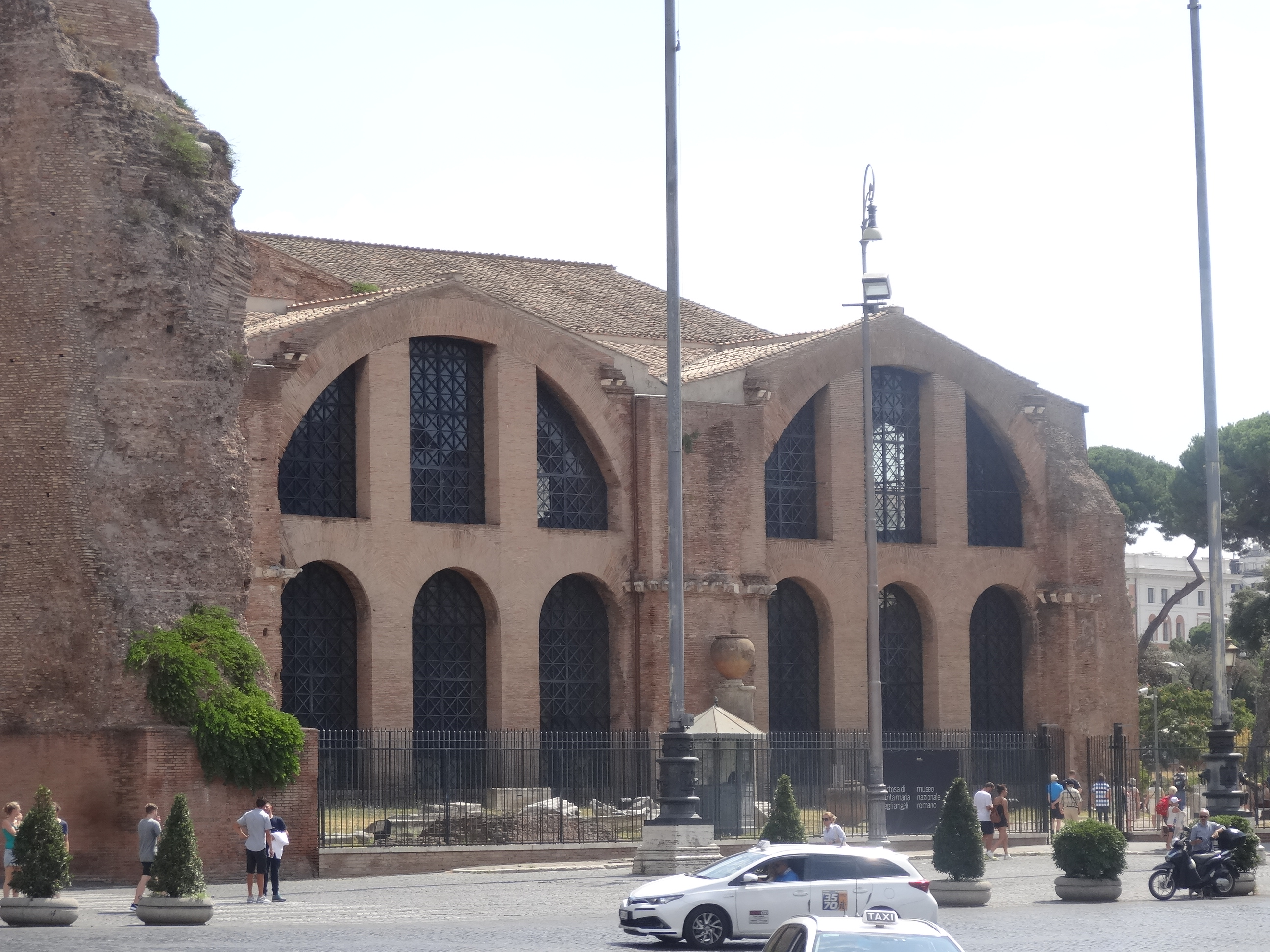
Термы дали название окнам Диоклетиана
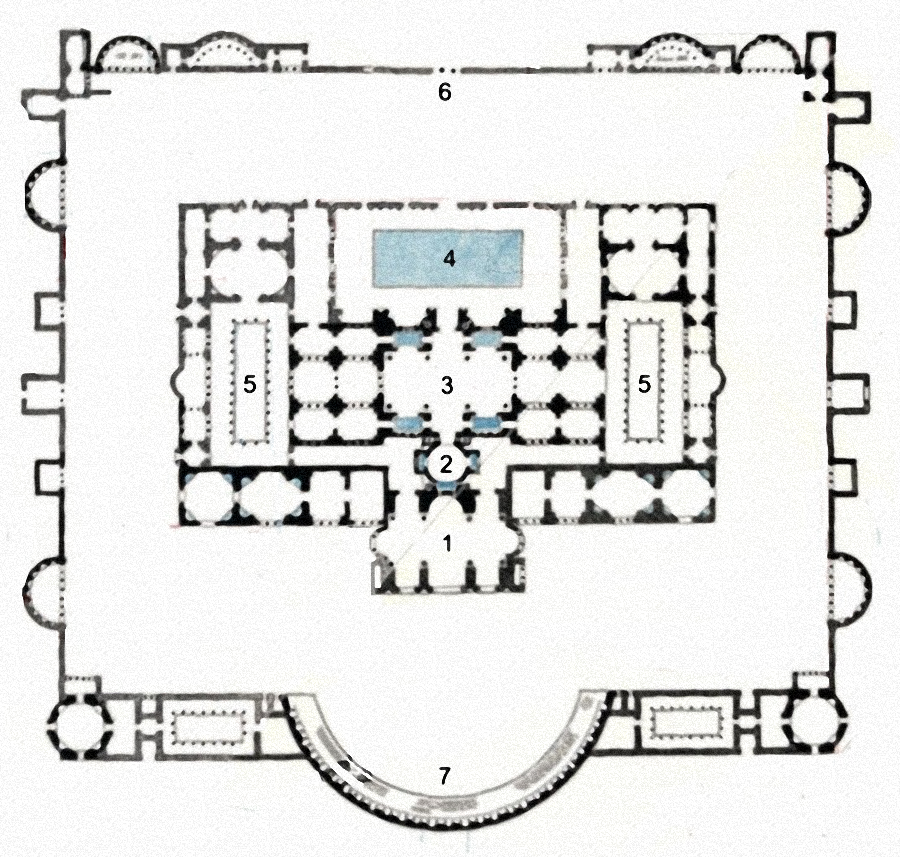
На плане: 1-Caldarium; 2-Tepidarium; 3—Помещения с холодными ваннами(Frigidarium); 4—Natatio; 5-Palaestra; 6—Вход; 7-Экседра
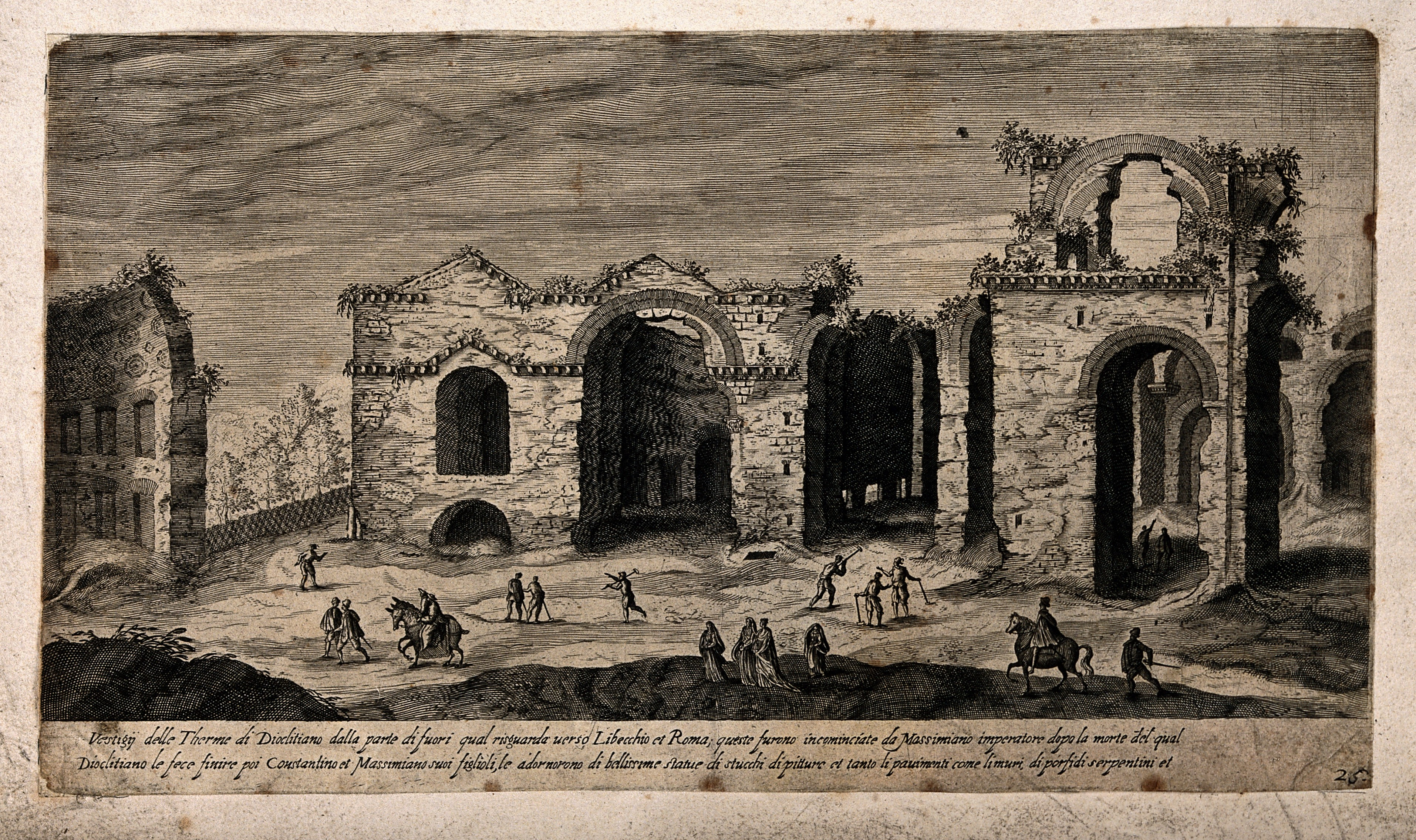
Термы Диоклетиана до их восстановления Микеланджело
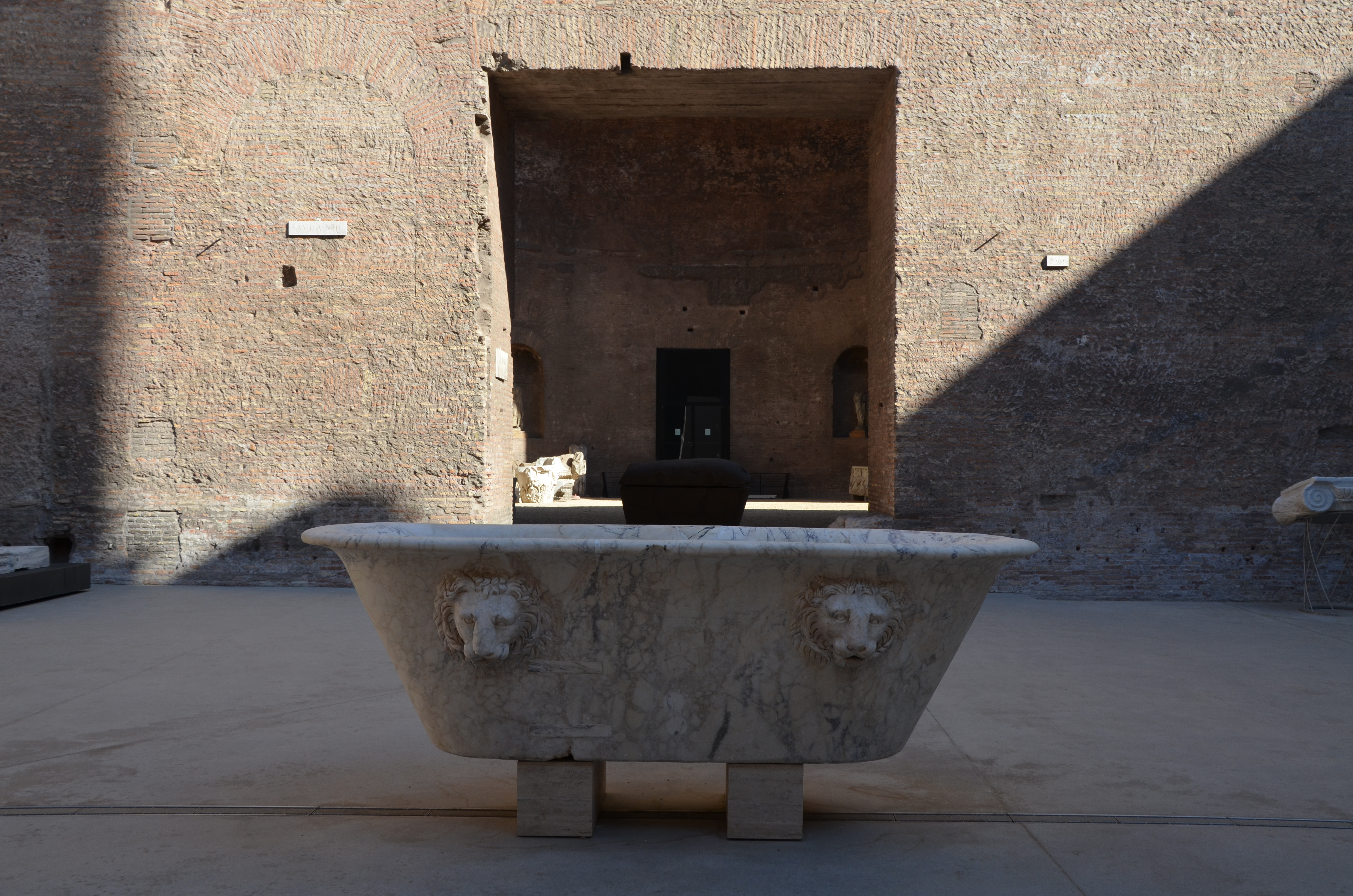
Древняя ванна терм Диоклетиана в экспозиции музея
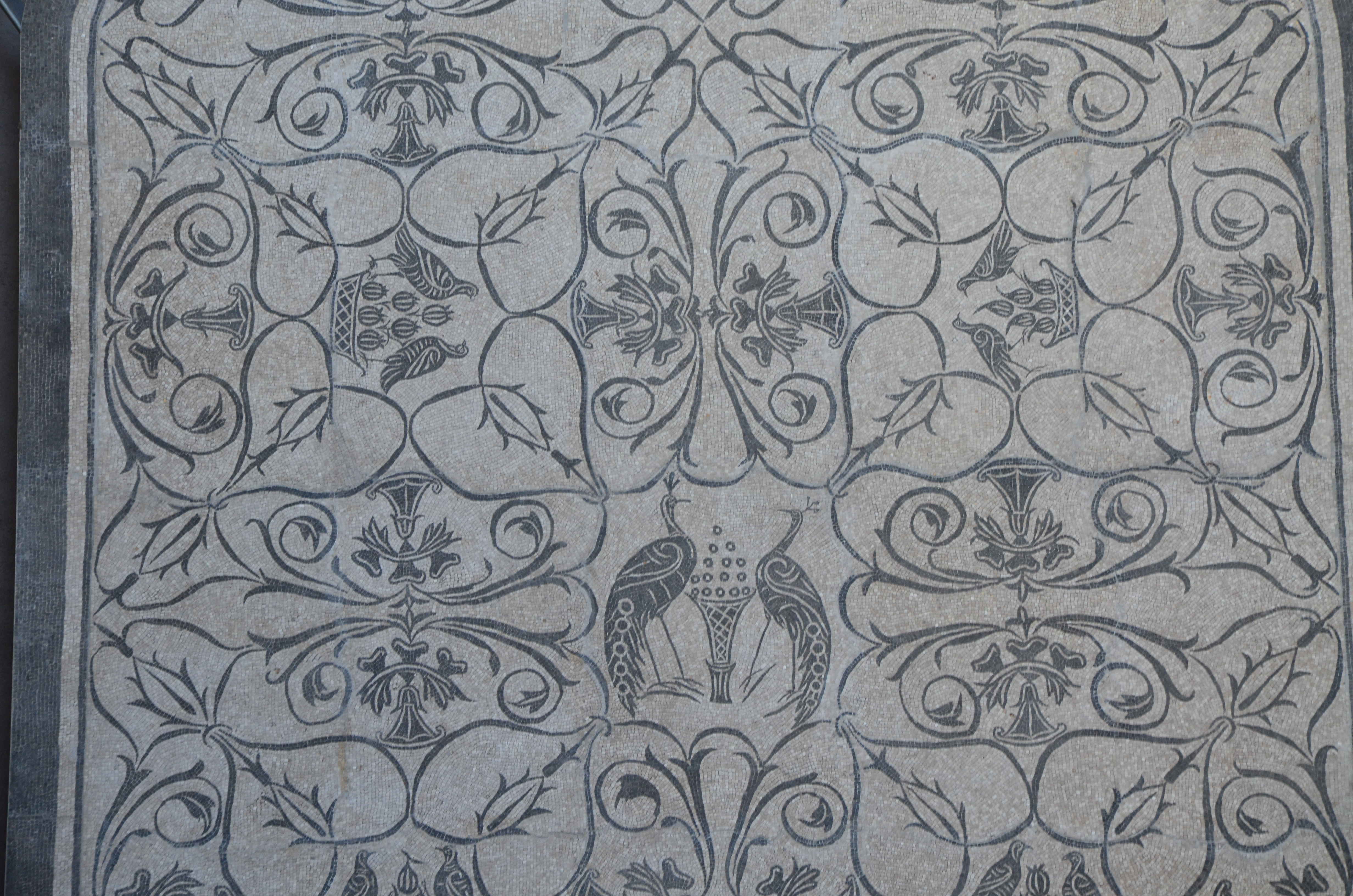
Одна из мозаик, представленная музее Терм Диоклетиана
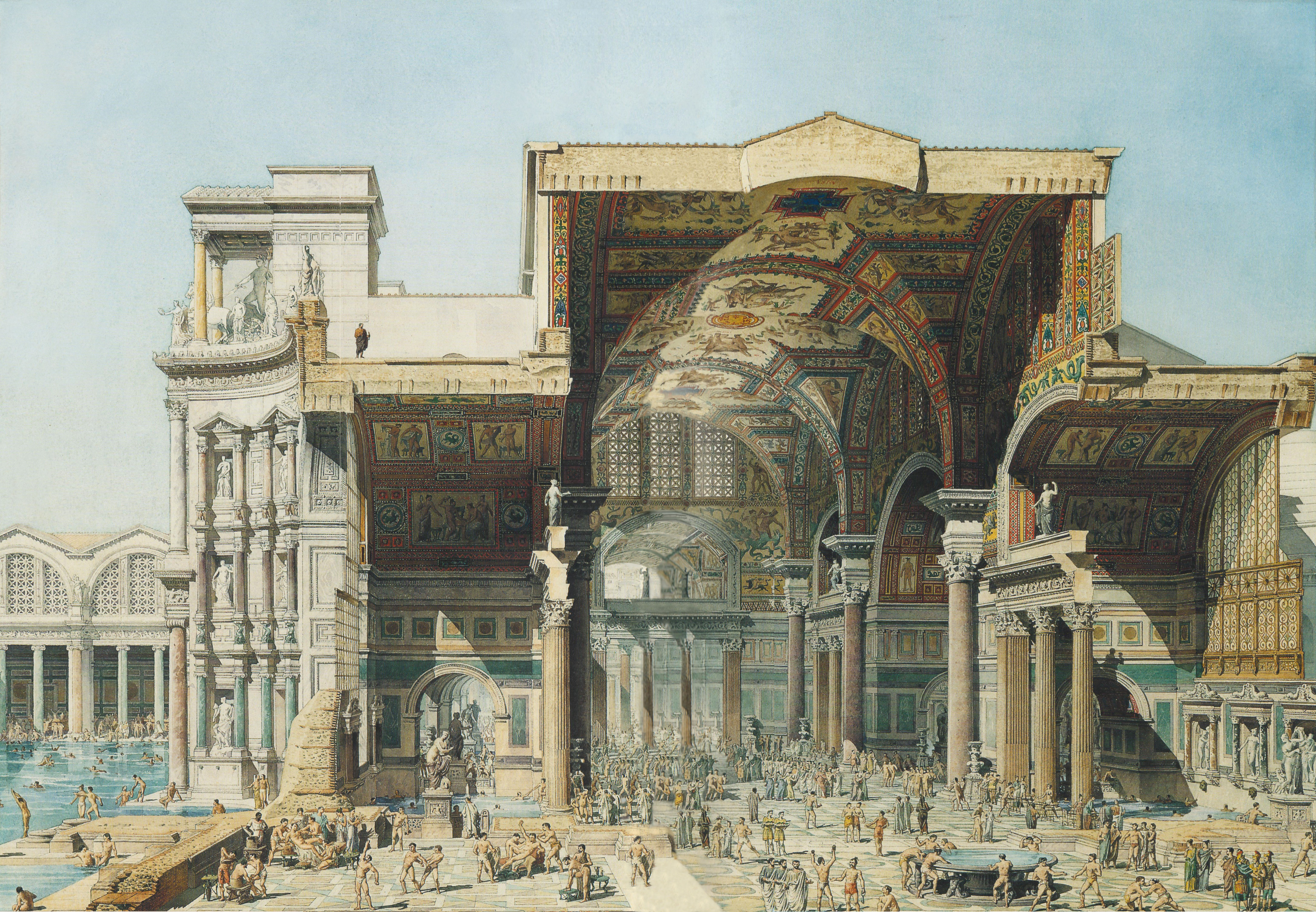
Реконструкция и поперечный разрез центральной части здания терм